# Grünwald Juda

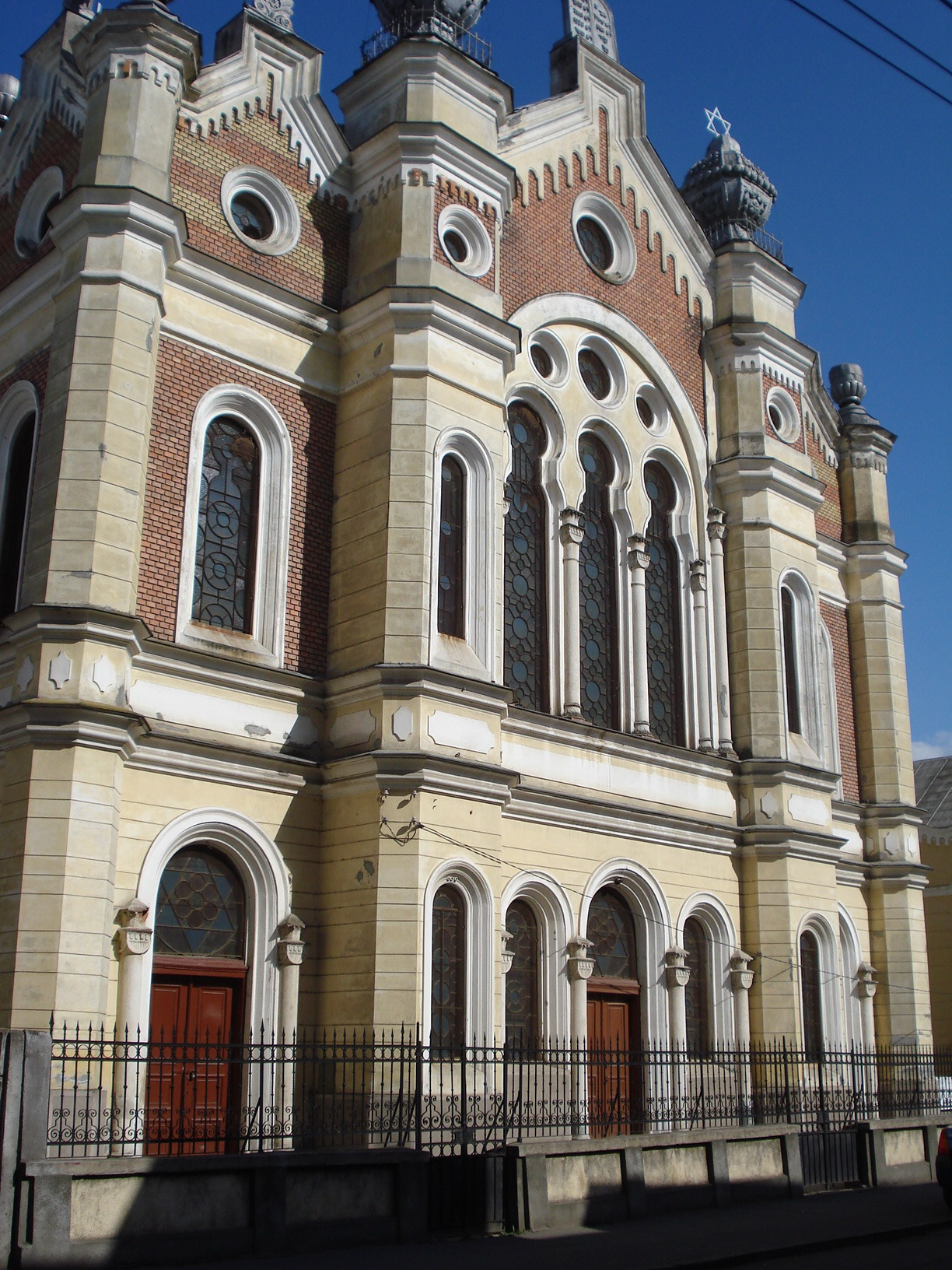
Az ortodox nagyzsinagóga Szatmárnémetiben

Grünwald Juda (Berezove (ma Ukrajna), 1849 – Szatmárnémeti, 1920. március 9.) haszid rabbi, Szatmárnémeti ortodox főrabbija, nagy hírű Talmud-tudós, akinek sírjához máig rendszeresen zarándokolnak a szatmári haszidok Szatmárnémetibe. 22 éven keresztül állt a szatmári ortodoxia élén.

## Élete és munkássága
1849-ben született Brezován, mélyen vallásos, jiddis anyanyelvű ortodox családban. Rabbinikus tanulmányai végeztével előbb Szobotiszban, majd Bonyhádon, azután pedig Surányban lett rabbi.
Szatmárnémetibe Mandelbaum Farkas főrabbi halála után hívta meg a szakadás szélén álló hitközség. 1898 február 22-én választják főrabbivá.

### Főrabbivá választása és következményei
A köztudottan haszid kötődésű, a magyar nyelvet rosszul beszélő Grünwald Juda megválasztása végképp megpecsételte a szakadást az amúgy is törékeny egységbe tartozó hitközségben, ahol az országosan már végbement szakadás következtében régóta elégedetlenkedtek a kongresszusi eszmék hívei. 
Elődje, Mandelbaum Farkas szintén mereven ortodox rabbi volt, aki semmilyen újítást nem tűrt meg, beleértve azokat is, amelyeket még megengedne az ortodox hagyomány (pl. tiltotta a kórust is a templomban). Személyes karizmája, ereje és vezetői kvalitásai folytán mégis egyben tudta tartani a közösséget. Legrebellisebb ellenlábasai sem törtek pálcát a szakadás mellett, sőt, a hitközség elöljáróságában is képviseltették magukat. Ugyanakkor nyilvánvaló volt, hogy az idős rabbi halála után már mindenképp másfajta folytatásban reménykednek, mint az ortodoxok.
Számukra hatalmas csapást jelentett, hogy Grünwald Juda személyében nemcsak egy élete teljében lévő haszid rabbi kerül a hitközség élére, de egyben olyan vallási vezető is, aki semmivel sem beszél jobban magyarul elődjénél, ráadásul bebetonozni óhajtja a jiddis nyelvet, a hitközség egyedüli nyelveként.
Az ortodox-kongresszusi probléma mögött ugyanis alapvető nyelvi konfliktusok is álltak. Még az ortodox táboron belül is történtek kezdeményezések a magyar nyelvű istentiszteletek (pontosabban prédikációk) rendszeresítésére. Ilyen volt pl. Weisz rabbi 1882-es esztergomi indítványa, mely kéthetenkénti magyar prédikálást javasolt. Ez azt jelentette, hogy a héber vagy arámi vallásos szövegekhez fűzött prédikációt nem jiddisül, hanem magyarul mondták el a rabbik. Hagyományosan korábban csak a király és a királyné névnapján és Deák Ferenc halálának évfordulóján tartottak magyar nyelvű istentiszteleteket. 
Mandelbaum rabbi az ilyen újításokat ellenezte ugyan, de annyi engedményt tett, hogy a gyászbeszédeket magyarul jól beszélő személyek is elmondhatták helyette a temetéseken (ez a személy leginkább valamely középiskolai izraelita vallástanár volt). Ezt az engedményt Grünwald rabbi is megtartotta, de minden másban erőteljesen hasszidizálta a hitközségi életet (miközben hívei folyamatosan asszimilálódtak és jórészük magyar ajkú volt).
Főrabbivá választása után a szakadás nem sokat váratott magára. Mindössze egy hónap telt el, és az első elöljárók elhagyták a hitközséget. A köztudottan kongresszusi eszméket valló Teitelbaum Hermann az első aki kilép március 24-én, őt követi Csengeri Mayer Károly és Markovits Benő. A szatmári zsidóság hagyománytiszteletét jelzi, hogy az újonnan megalakult hitközség végül mégsem lesz egyértelműen neológ (kongresszusi), hanem status quo anteként határozza meg magát. Engedékeny a vallási előírások terén, teret enged a kongresszusi eszméknek, de kizárólag elismert ortodox képzében részesült rabbikat hívnak meg főrabbinak, nem építenek orgonát a zsinagógában, egészében pedig csak az öltözködési és egyéb vallási külsőségeket vetik el. Szatmárnémeti reformpárti zsidósága tehát nem lép a neológia útjára, mint a nagy partiumi városoké (Temesvár vagy Nagyvárad). Az is sokatmondó ugyanakkor, hogy ez a szakadás is hatalmas konfliktusokhoz vezet, az ortodoxok pedig mélyen megvetik azt a csekély számú újítást is, amit a status quo ante hitközségben eszközölnek.
Grünwald Juda főrabbivá választása és a reformpártiak kilépése együttesen eredményezte, hogy a szatmári ortodox hitközség még konzervatívabb fordulatot vett mint korábban, a haszidizmus eszmeisége felé. Ez a fordulat végül Teitelbaum Joel idején teljesedik ki igazán, amikor a legszigorúbb máramarosszigeti hasszidizmus költözik a városba az új főrabbival.

### Tevékenysége szatmári főrabbiként
Grünwald Juda főrabbisága alatt a szatmári ortodox hitközség megújulásának korszaka következik be. Egyik első lépése a rituális fürdő felújítása volt (Csirák Csaba kutatásai szerint a munkálatok 128 407 koronába kerültek). Megerősítette a Talmud Tóra iskolákat, és különösen nagy hangsúlyt fektetett a szatmári jesiva megerősítésére, amelyet ő emelt először országosan is kiemelkedő intézménnyé. A szatmári rabbiszékben töltött két évtized alatt több ezer tanítványa volt itt. Egy emeletes épületet építtetett a Petőfi utcában a hitközségi alkalmazottak számára (itt laktak az előénekesek, a metszők, a kóseresek és a hitközség más alkalmazottai is). Három új zsinagóga létrejötténél is bábáskodott (a Bem utcai imaháznak a rabbija is ő lett), az ő idejében jött létre a Chevra Misnajoth (Tompa utca), a Machzike Tora (Bem utca) és a Szentvér utcai imaház zsinagógaegyesülete is.

### Teológiai munkássága
Számos teológiai munkát írt, melyek egy része kéziratban maradt fenn csupán (kizárólag a jesivában használta őket, oktatási célokra). Elszánt szorgalmazója volt a zsidó vallásos irodalom fejlesztésének (különösen a halachikus irodalomnak).
Megjelent munkái:
- Sevet mijehuda
- Saálosz u-Tesuvosz
- Chaszdé Óvosz

### Emlékezete
A haszidok, és különösen a Szatmár haszid közösségek máig hűen őrzik emlékét. A szatmárnémeti ortodox zsidó temetőben található sírja máig jelentős zarándokhely a haszidok körében, akik a síron található nyílásokban helyezik el imáikat, kívánságaikat.